# Steatoda italica
Steatoda italica är en spindelart som beskrevs av Knoflach 1996. Steatoda italica ingår i släktet vaxspindlar, och familjen klotspindlar. Inga underarter finns listade i Catalogue of Life.